# SV Brackwede (Fußball)
Die SV Brackwede (vollständiger Name: Sportvereinigung Brackwede e. V.) ist ein Sportverein aus dem gleichnamigen Stadtteil von Bielefeld. Der Verein entstand am 25. November 1945 aus einer Fusion von vier Sportvereinen. Die erste Fußballmannschaft spielte sechs Jahre in der höchsten westfälischen Amateurliga. Spielstätte ist das Böllhoff-Stadion.

## Geschichte

### Die Vorgängervereine
Erfolgreichster Stammverein war der FTSV Brackwede, dessen Fußballer im Jahre 1931 Bielefelder Bezirksmeister wurden. Im Endspiel um die Meisterschaft des 11. Kreises setzte sich der FTSV vor 4.000 Zuschauern in Bremerhaven mit 5:4 gegen die FSV Lehe durch und erreichte die Endrunde um die nordwestdeutsche Meisterschaft des Arbeiter-Turn- und Sportbundes. Dort scheiterten die Brackweder allerdings schon in der ersten Runde. Gegen den späteren Meister SC Lorbeer Hamburg um Erwin Seeler war der FTSV chancenlos und unterlag vor 5.000 Zuschauern im Stadion Hoheluft in Hamburg mit 1:12. Es sollte der einzige Erfolg des FTSV sein. Die bürgerlichen Fußballer des am 27. Juni 1907 gegründeten Vereins Westfalia Brackwede spielten in den 1930er Jahren in der seinerzeit zweitklassigen Fußball-Bezirksklasse Westfalen. Größter Erfolg war Platz vier im Jahre 1935, bevor die Westfalia zwei Jahre später abstieg.

### Erfolgreiche Nachkriegszeit (1945 bis 1972)
Die erfolgreichste Zeit der Fußballabteilung der SV Brackwede waren die fünfziger und sechziger Jahre, in denen die Brackweder ein vielfach bestaunter Zuschauermagnet war. Nach einer Vizemeisterschaft im Jahre 1951 hinter dem TuS Eintracht Bielefeld wurden die Brackweder ein Jahr später Bezirksklassenmeister. In der Aufstiegsrunde zur damals drittklassigen Landesliga Westfalen setzte sich die von Hein Gausepohl trainierte SVB ohne Punktverlust gegen den SV Ennigloh 09 und TuRa Elsen durch und stieg auf. In der Landesliga entwickelten sich die Brackweder zu einer torhungigen Mannschaft. So gelang der SVB in der Saison 1954/55 ein 9:0 gegen die SpVg Brakel und gar ein 11:1 gegen die SpVgg Fichte Bielefeld. Ein Jahr später gelang der SVB ein 2:0-Heimsieg gegen Arminia Bielefeld, mit dem sich die Brackweder für die neu geschaffene Verbandsliga Westfalen qualifizierten.
Aus dieser stiegen die Brackweder mit einem Punkt Rückstand auf den SV Bockum-Hövel prompt ab. In der Saison 1957/58 sorgte die Mannschaft durch einen 3:2-Sieg über den Zweitligisten Dortmunder SC 95 im Westdeutschen Pokal für Schlagzeilen, ehe in der zweiten Runde der SVA Gütersloh mit einem 4:1 für das Aus der Brackweder sorgte. In der Landesliga reichte es 1960 und 1962 jeweils zur Vizemeisterschaft hinter dem TBV Lemgo, während 1963 SuS Lage Meister vor der SVB wurde. Schließlich gelang 1964 der Wiederaufstieg in die Verbandsliga. Die Brackweder wurden nun zur Fahrstuhlmannschaft. Die Mannschaft stieg 1965 wieder ab, dann wieder auf und erneut ab in die Landesliga. Erst mit dem dritten Verbandsligaaufstieg im Jahre 1968 konnte sich die Mannschaft im westfälischen Oberhaus etablieren. Nach einem achten Platz in der Saison 1970/71 stiegen die Brackweder ein Jahr später mit nur 6:54 Punkten ab. Tiefpunkt der Saison war eine 0:10-Niederlage beim Erler SV 08.

### Niedergang (1972 bis 2022)
Es war der erste von drei Abstiegen in Folge. In der Saison 1972/73 wurde die Mannschaft mit 4:60 Punkten abgeschlagener Letzter der Landesliga. Ein Jahr später blieben die Brackweder in der Bezirksliga sogar sieglos und verabschiedeten sich mit 3:53 in die Kreisliga. In beiden Spielzeiten kassierte die Mannschaft jeweils mehr als 100 Gegentore. Ein Hauptgrund für den Niedergang war die Weigerung des Vereins, seine Spieler zu bezahlen, was bei anderen Amateurvereinen Gang und Gäbe war. Im Jahre 1977 gelang die Rückkehr in die Bezirksliga. Zwei Jahre später mussten die Brackweder wieder absteigen, nachdem sie das Entscheidungsspiel gegen den punktgleichen TuS Deutsche Eiche Kusenbaum im neutralen Hillegossen mit 0:2 verloren. Der nächste Wiederaufstieg folgte 1981 und dieses Mal konnten sich die Brackweder für drei Jahre halten. Nach einer Vizemeisterschaft hinter der zweiten Mannschaft des VfR Wellensiek im Jahre 1990 ging es ein Jahr später zum vorerst letzten Mal rauf in die Bezirksliga. Es folgte der direkte Wiederabstieg, da ein Punkt auf den VfL Schildesche und dem SV Spexard fehlten.
Nach dem Abstieg blieben die Brackweder in der Spitzengruppe der Kreisliga A, ehe es im Jahre 2000 in die Kreisliga B hinunterging. Das Entscheidungsspiel gegen den Abstieg wurde mit 6:7 nach Elfmeterschießen gegen die SG Oesterweg verloren. Dem direkten Wiederaufstieg folgten drei Jahre im Kreisoberhaus, bevor es wieder runter in die Kreisliga B ging. 2006 gelang der erneute Aufstieg, dem jedoch der direkte Wiederabstieg folgte. Seitdem spielt die erste Mannschaft in der Bielefelder Kreisliga B. Im Jahre 2015 wurden die Brackweder Vizemeister hinter der SpVg Heepen, zwei Jahre später Vizemeister hinter dem FC Altenhagen. 2018 gelang dann der Wiederaufstieg in die Kreisliga A. Am letzten Spieltag gewannen die Brackweder mit 34:1 beim SV Roj Bielefeld. Ein Jahr später folgte der direkte Wiederabstieg. Zur Saison 2021/22 konnten die Brackweder keine Herrenmannschaft stellen.

### Neuanfang (seit 2022)
Nach einem Jahr Pause meldete die SV Brackwede für die Saison 2022/23 wieder eine Mannschaft. Diese musste in der Kreisliga C als unterste Spielklasse beginnen. Doch schon für die nächsten beiden Spielzeiten konnte der Verein wieder keine Mannschaft stellen.

## Spielstätten

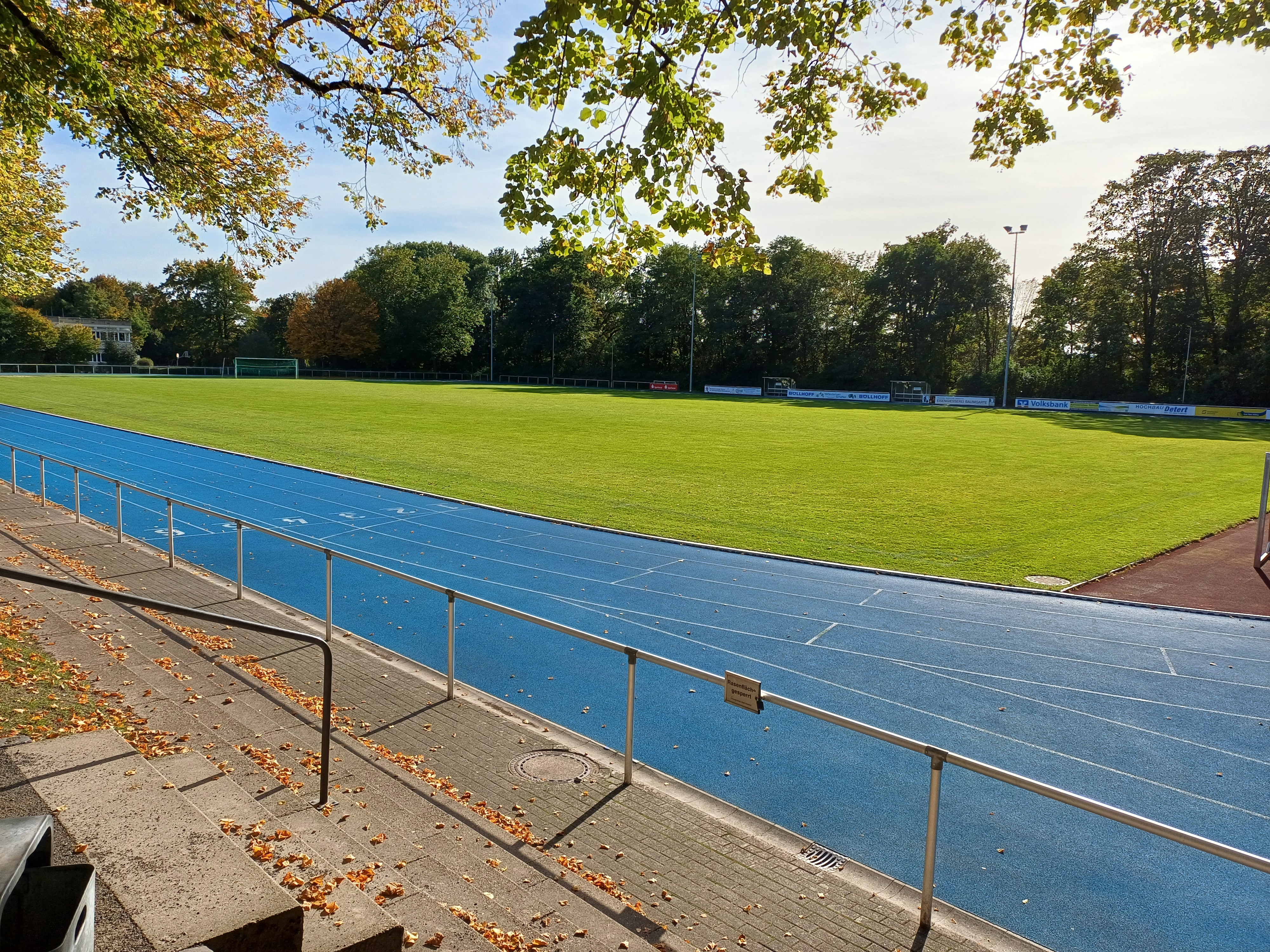
Das Böllhoff-Stadion

Spielstätte ist das Böllhoff-Stadion mit einer Kapazität von 3000 Plätzen. Es wird auf Naturrasen gespielt. Das Stadion wurde im Jahre 2012 unter anderem durch Spenden der Firma Böllhoff renoviert und schließlich umbenannt. Zuvor wurde die Spielstätte Stadion Brackwede genannt. Eine Besonderheit des Stadions ist die blaue Laufbahn. Neben der SV Brackwede nutzt die A- und B-Jugend von Arminia Bielefeld das Stadion für ihre Heimspiele. Darüber hinaus wird von der SV Brackwede der Ascheplatz am Gleisdreieck genutzt. Vor Eröffnung des Böllhoff-Stadions spielte die SV Brackwede auf dem Kupferhammer an der Gütersloher Straße. In der Saison 1952/53 sahen dort 12.000 Zuschauer das Derby gegen den VfB 03 Bielefeld.

## Statistik

### Erfolge
- Meister der Landesliga Westfalen 1: 1964, 1966
- Kreispokalsieger: 1955

### Saisonbilanzen
Grün unterlegte Platzierungen kennzeichnen einen Aufstieg während rot unterlegte Platzierungen auf Abstiege hinweisen.
| 1948/49 | Bezirksklasse 1 | III | 3.  | 69:37  | 35:13 |
| 1949/50 | Bezirksklasse 1 | IV  | 7.  | 70:60  | 31:29 |
| 1950/51 | Bezirksklasse 1 | IV  | 2.  | 81:29  | 41:19 |
| 1951/52 | Bezirksklasse 1 | IV  | 1.  | 95:35  | 43:17 |
| 1952/53 | Landesliga 1    | III | 4.  | 57:39  | 33:19 |
| 1953/54 | Landesliga 1    | III | 6.  | 53:45  | 27:25 |
| 1954/55 | Landesliga 1    | III | 6.  | 73:45  | 35:25 |
| 1955/56 | Landesliga 1    | III | 6.  | 49:44  | 33:23 |
| 1956/57 | Verbandsliga 1  | III | 14. | 39:59  | 25:35 |
| 1957/58 | Landesliga 1    | IV  | 3.  | 71:36  | 37:19 |
| 1958/59 | Landesliga 1    | IV  | 3.  | 52:37  | 35:21 |
| 1959/60 | Landesliga 1    | IV  | 2.  | 66:32  | 40:20 |
| 1960/61 | Landesliga 1    | IV  | 3.  | 72:39  | 43:21 |
| 1961/62 | Landesliga 1    | IV  | 2.  | 76:37  | 47:17 |
| 1962/63 | Landesliga 1    | IV  | 2.  | 76:48  | 40:20 |
| 1963/64 | Landesliga 1    | IV  | 1.  | 76:30  | 44:16 |
| 1964/65 | Verbandsliga 1  | III | 15. | 39:63  | 19:41 |
| 1965/66 | Landesliga 1    | IV  | 1.  | 72:23  | 51:13 |
| 1966/67 | Verbandsliga 1  | III | 14. | 34:58  | 20:36 |
| 1967/68 | Landesliga 1    | IV  | 1.  | 62:29  | 45:15 |
| 1968/69 | Verbandsliga 1  | III | 11. | 33:45  | 26:34 |
| 1969/70 | Verbandsliga 1  | III | 12. | 35:60  | 22:38 |
| 1970/71 | Verbandsliga 1  | III | 8.  | 38:38  | 33:27 |
| 1971/72 | Verbandsliga 1  | III | 16. | 20:92  | 6:54  |
| 1972/73 | Landesliga 1    | IV  | 17. | 14:117 | 4:60  |
| 1973/74 | Bezirksklasse 2 | V   | 15. | 18:103 | 3:53  |
| 1974/75 | 1. Kreisklasse  | VI  | 9.  |        | 27:29 |
| 1975/76 | 1. Kreisklasse  | VI  | 3.  |        | 30:26 |
| 1976/77 | 1. Kreisklasse  | VI  | 1.  |        | 47:9  |
| 1977/78 | Bezirksklasse 2 | V   | 7.  | 59:50  | 32:28 |
| 1978/79 | Bezirksliga 2   | VI  | 14. | 42:54  | 24:36 |
| 1979/80 | Kreisliga A     | VII | 4.  |        | 34:26 |
| 1980/81 | Kreisliga A1    | VII | 1.  |        | 44:16 |
| 1981/82 | Bezirksliga 2   | VI  | 12. | 36:47  | 29:35 |
| 1982/83 | Bezirksliga 2   | VI  | 10. | 41:47  | 26:34 |
| 1983/84 | Bezirksliga 2   | VI  | 15. | 41:64  | 21:39 |
| 1984/85 | Kreisliga A2    | VII | 5.  |        | 33:27 |
| 1985/86 | Kreisliga A2    | VII | 6.  |        | 31:29 |
| 1986/87 | Kreisliga A2    | VII | 8.  |        | 26:34 |

| 1987/88   | Kreisliga A2  | VII  | 5.                |                   | 32:28             |
| 1988/89   | Kreisliga A2  | VII  | 10.               |                   | 29:31             |
| 1989/90   | Kreisliga A1  | VII  | 2.                |                   | 44:16             |
| 1990/91   | Kreisliga A2  | VII  | 1.                |                   | 48:12             |
| 1991/92   | Bezirksliga 2 | VI   | 14.               | 38:56             | 24:36             |
| 1992/93   | Kreisliga A2  | VII  | 3.                |                   | 38:22             |
| 1993/94   | Kreisliga A2  | VII  | 3.                |                   | 38:22             |
| 1994/95   | Kreisliga A2  | VIII | 4.                |                   | 36:24             |
| 1995/96   | Kreisliga A2  | VIII | 7.                |                   | 46                |
| 1996/97   | Kreisliga A2  | VIII | 9.                |                   | 45                |
| 1997/98   | Kreisliga A2  | VIII | 9.                |                   | 38                |
| 1998/99   | Kreisliga A2  | VIII | 12.               |                   | 28                |
| 1999/2000 | Kreisliga A2  | VIII | 14.               | :                 | 22                |
| 2000/01   | Kreisliga B1  | IX   | 1.                | :                 | 78                |
| 2001/02   | Kreisliga A   | VIII | 12.               | :                 | 39                |
| 2002/03   | Kreisliga A   | VIII | 9.                | :                 | 43                |
| 2003/04   | Kreisliga A   | VIII | 15.               | 27:58             | 24                |
| 2004/05   | Kreisliga B2  | IX   | 10.               | 64:78             | 40                |
| 2005/06   | Kreisliga B2  | IX   | 2.                | 73:32             | 66                |
| 2006/07   | Kreisliga A   | VIII | 15.               | 36:83             | 18                |
| 2007/08   | Kreisliga B2  | IX   | 7.                | 58:55             | 37                |
| 2008/09   | Kreisliga B2  | X    | 6.                | 62:41             | 50                |
| 2009/10   | Kreisliga B2  | X    | 5.                | 76:71             | 46                |
| 2010/11   | Kreisliga B2  | X    | 3.                | 71:45             | 58                |
| 2011/12   | Kreisliga B2  | X    | 10.               | 60:73             | 35                |
| 2012/13   | Kreisliga B2  | X    | 11.               | 55:83             | 36                |
| 2013/14   | Kreisliga B2  | X    | 4.                | 84:62             | 55                |
| 2014/15   | Kreisliga B2  | X    | 2.                | 80:31             | 64                |
| 2015/16   | Kreisliga B2  | X    | 4.                | 75:45             | 58                |
| 2016/17   | Kreisliga B2  | X    | 2.                | 88:22             | 69                |
| 2017/18   | Kreisliga B2  | X    | 1.                | 102:30            | 66                |
| 2018/19   | Kreisliga A   | IX   | 16.               | 20:98             | 10                |
| 2019/20   | Kreisliga B1  | X    | 11.               | 36:60             | 1,16              |
| 2020/21   | Kreisliga B1  | X    | Saison annulliert | Saison annulliert | Saison annulliert |
| 2021/22   | –             | –    | Kein Spielbetrieb | Kein Spielbetrieb | Kein Spielbetrieb |
| 2022/23   | Kreisliga C1  | XI   | 9.                | 60:64             | 26                |
| 2023/24   | –             | –    | Kein Spielbetrieb | Kein Spielbetrieb | Kein Spielbetrieb |
| 2024/25   | –             | –    | Kein Spielbetrieb | Kein Spielbetrieb | Kein Spielbetrieb |

## Persönlichkeiten
- Hartmut Huhse, wurde Bundesligaspieler beim FC Schalke 04 und Rot-Weiss Essen
- Paul Janowski, war Gau- und Oberligaspieler bei Borussia Dortmund
- Norbert Leopoldseder, wurde Bundesligaspieler bei Arminia Bielefeld
- Bernd Naschke, spielte zuvor in der 2. Oberliga West für Arminia Bielefeld
- Klaus Oberschelp, wurde Regionalligaspieler bei Arminia Bielefeld
- Michael Sanke, wurde Zweitligaspieler bei Arminia Bielefeld
- Detlef Schnier, wurde Bundesligaspieler bei Arminia Bielefeld und dem 1. FC Saarbrücken